# Часовня (Бокситогорський район)
Часовня (рос. Часовня) — присілок Бокситогорського району Ленінградської області Росії. Входить до складу Анісімовського сільського поселення.
Населення — 2 особи (2007 рік). 